# Фред Акуфо
Фредерик Виљем Кваси Акуфо (енгл. Frederick William Kwasi Akuffo; Акропонг, 21. март 1937 — Акра, 26. јун 1979) био је војни официр, политичар и седми државни поглавар Гане.

## Биографија
Рођен је у месту Акропонг, исток Гане. Основну школу је завршио у родном месту, а касније је наставио средњу школу, завршивши ју 1955. године. Након тога се пријавио у ганску војску и усавршавао се на разним престижним војним институцијама, у Гани, али и иностранству. Пењао се у хијерархији, коначно стекавши чин генерал-пуковника.
Био је ожењен са Емили Акуфо, али није имао деце.
Стекавши велики углед, именован је чланом Врховног војног већа, односно војног режима који је тада владао Ганом. Дана 5. јула 1978. године извршио је пуч унутар палате, свргнувши тада владајућег генерала Ачампонга. Иако је кратко био на власти, провео је многе реформе.
Коначно је 4. јуна 1979. године извршен нови пуч, а на власт се попео Џери Ролингс. Фред Акуфо је ухапшен, затворен, а на крају и погубљен. Имао је само 42 године.